# Daphnia parvula
Daphnia (Daphnia) parvula Fordyce, 1901 – gatunek wioślarki z rodzaju Daphnia i podrodzaju Daphnia s. str., należący do rodziny Daphniidae.

## Opis
Daphnia parvula (brak nazwy polskiej). Skorupka o ubarwieniu żółtawym. Męskie osobniki sięgają rozmiarów 0,7-1,0 mm, natomiast żeńskie 0,7-1,5 mm.
Występuje w małych jeziorach i stawach, rzadko w wodach astatycznych. Gatunek zawleczony do Europy w czasie II wojny światowej przez wojskowe amfibie z USA. Prawdopodobne występowanie w Polsce.